# Grand Prix van de Elzas
De Grand Prix van de Elzas was een autorace nabij de Franse stad Straatsburg. De race maakte in 1947 deel uit van het grand-prixseizoen.

## Winnaars van de grand
- Hier worden alleen de races aangegeven die plaatsvonden tijdens de grand-prixseizoenen tot 1949 en Formule 1-races vanaf 1950.

| Jaar | Coureur         | Constructeur | Locatie     | Verslag |
| ---- | --------------- | ------------ | ----------- | ------- |
| 1947 | Luigi Villoresi | Maserati     | Straatsburg | Verslag |